# Михаило Јанкетић
Михаило Миша Јанкетић (Нови Сад, 24. мај 1938 — Београд, 15. мај 2019) био је српски и југословенски позоришни, филмски и телевизијски глумац.

## Биографија
Дипломирао глуму на Академији за позориште, филм, радио и телевизију 1962. У каријери је остварио улоге у више десетина филмова и ТВ серија, а такође бројне улоге је остварио и у Југословенском драмском позоришту, чији је стални члан од 1960. године.
Учествовао је као студент на радној акцији приликом изградње ауто-пута Загреб—Љубљана 1958. године.
Велику популарност код телевизијске публике донеле су му улоге у ТВ серијама „Сиви дом” (1984—1985), „Бољи живот” (1987—1991), „Срећни људи” (1993—1996), а у серији „Породично благо” (1998—2002) играо је главну мушку улогу, као и у серији „Бела лађа” (2008—2012).
Добитник је значајних глумачких награда и признања, као што су: Добричин прстен, Награда Павле Вуисић, Нушићева награда за животно дело, Статуета Јоаким Вујић, четири Стеријине награде, Октобарска награда града Београда, Статуета Ћуран, Награда Раша Плаовић и две годишње награде ЈДП.
Био је дугогодишњи професор глуме на Академији уметности у Новом Саду. Био је ожењен Свјетланом Кнежевић, с којом је имао четворо деце, међу којима су глумци Марко и  Милица.
Преминуо је 15. маја 2019. године у Београду, а сахрањен је у Алеји заслужних грађана на Новом гробљу у Београду 18. маја 2019.

## Филмографија
| Год.       | Назив                                                 | Улога                          |
| ---------- | ----------------------------------------------------- | ------------------------------ |
| 1960-е     |                                                       |                                |
| 1961.      | Не убиј                                               | магационер                     |
| 1962.      | Школско позориште на Варош капији                     |                                |
| 1963.      | Ромео и Ђулијета (ТВ филм)                            |                                |
| 1964—1966. | Код судије за прекршаје (ТВ серија)                   |                                |
| 1966.      | Код судије за прекршаје                               |                                |
| 1966.      | Сан                                                   | дечак                          |
| 1966.      | Како су се волели Ромео и Јулија?                     | Зоран Костић                   |
| 1967.      | Била си дужна да те нађем (ТВ филм)                   |                                |
| 1967.      | Јегор Буличов (ТВ филм)                               | Јаков Заплев                   |
| 1967.      | Материјално обезбеђење у правом смислу те речи        |                                |
| 1967.      | Терговци                                              | Милан                          |
| 1967.      | Једног дана мој Јамеле (ТВ филм)                      |                                |
| 1967.      | Еуридика (ТВ филм)                                    |                                |
| 1967.      | Јутро                                                 | мајор Сава                     |
| 1968.      | На рубу памети (ТВ филм)                              |                                |
| 1968.      | Силе (ТВ филм)                                        |                                |
| 1968.      | Ноћ и магла                                           | Андреас                        |
| 1968.      | Прљаве руке                                           |                                |
| 1968.      | Опатица и комесар                                     | Комесар (као Михаило Јанкетић) |
| 1968.      | Наши синови (ТВ филм)                                 |                                |
| 1968.      | Не играј се љубављу (ТВ филм)                         |                                |
| 1968.      | Патриота и син А. Д. (ТВ филм)                        |                                |
| 1969.      | Величанствени рогоња                                  | Бруно                          |
| 1969.      | Обична прича                                          |                                |
| 1969.      | Обично вече                                           |                                |
| 1969.      | Закопајте мртве                                       | Том Дрискол                    |
| 1969.      | Хороскоп                                              | Коста                          |
| 1969.      | Убиство на свиреп и подмукао начин и из ниских побуда | Новинар                        |
| 1970-е     |                                                       |                                |
| 1970.      | Десет заповести (ТВ серија)                           |                                |
| 1970.      | Удовиштво госпође Холројд                             |                                |
| 1971.      | Чедомир Илић                                          | Чедомир Илић                   |
| 1972.      | Пораз (ТВ филм)                                       |                                |
| 1972.      | Несахрањени мртваци (ТВ филм)                         |                                |
| 1972.      | Слава и сан                                           |                                |
| 1972.      | Пуцањ                                                 |                                |
| 1972.      | Злочин и казна                                        | Родион Романовиц Раскољников   |
| 1972.      | Девојка са Космаја                                    | Мрки                           |
| 1972.      | Село без сељака                                       |                                |
| 1972.      | Изданци из опаљеног грма                              |                                |
| 1973.      | Свадба                                                |                                |
| 1973.      | Љетни дан на отоку                                    |                                |
| 1974.      | Мери Роуз (ТВ филм)                                   |                                |
| 1974.      | Наши очеви (ТВ филм)                                  | Милићевић                      |
| 1974.      | Лов (ТВ филм)                                         |                                |
| 1974.      | Димитрије Туцовић (ТВ серија)                         | Радован Драговић               |
| 1975.      | Синови (ТВ филм)                                      | Златко                         |
| 1975.      | Зимовање у Јакобсфелду                                | Слог                           |
| 1975.      | Салаш у Малом Риту (ТВ серија)                        |                                |
| 1975.      | Отписани                                              | Влада Рус                      |
| 1976.      | Формула X (кратки)                                    |                                |
| 1976.      | Београдска деца                                       |                                |
| 1976.      | Кухиња (ТВ филм)                                      | Петер                          |
| 1977.      | Марија Магдалена                                      | секретар                       |
| 1978.      | Размишљанка - измишљанка (ТВ серија)                  |                                |
| 1978.      | Маска                                                 | Пуковник Ђорђе Стратимировић   |
| 1979.      | Књига другова                                         |                                |
| 1979.      | Песма Цуји                                            |                                |
| 1980-е     |                                                       |                                |
| 1981.      | На рубу памети (ТВ филм)                              |                                |
| 1981.      | Светозар Марковић (ТВ серија)                         |                                |
| 1981.      | Непокорени град                                       | Пуковник Томић                 |
| 1982.      | 13. јул                                               | Душан                          |
| 1982.      | Двојник из Кнез Михаилове                             |                                |
| 1983.      | Лицем у лице у Напуљу (ТВ филм)                       | Јосип Броз Тито                |
| 1983.      | Како сам систематски уништен од идиота                | Говорник                       |
| 1984.      | Андрић и Гоја (ТВ филм)                               | Иво Андрић                     |
| 1984.      | Луде године 6                                         | Аљоша                          |
| 1985.      | Судбина уметника - Ђура Јакшић (ТВ филм)              | адвокат 1                      |
| 1985.      | Крај викенда                                          |                                |
| 1985.      | Брисани простор (ТВ серија)                           | Боро                           |
| 1986.      | Путујуће позориште Шопаловић (ТВ филм)                | Благоје Бабић                  |
| 1986.      | Родољупци (ТВ филм)                                   | Гавриловић                     |
| 1986.      | Сиви дом (серија)                                     | васпитач Бели                  |
| 1987.      | Бекство из Собибора (ТВ)                              | Капо Берлинер                  |
| 1987.      | Вук Караџић (серија)                                  | Митрополит Мелентије Никшић    |
| 1988.      | Бољи живот (серија)                                   | Киза                           |
| 1990-е     |                                                       |                                |
| 1990.      | Под жрвњем                                            | Тодор, муж Јокин               |
| 1990.      | Ваљевска болница                                      | Живојин Мишић                  |
| 1990.      | Заборављени (ТВ серија)                               | Стева, Марков отац             |
| 1990.      | Почетни ударац                                        |                                |
| 1990.      | Ожалошћена породица (ТВ)                              | Агатон Арсић                   |
| 1990.      | Клаустрофобична комедија (ТВ филм)                    | Јагоша Крај                    |
| 1990.      | Колубарска битка (ТВ филм)                            | Војвода Живојин Мишић          |
| 1990.      | Секс - партијски непријатељ бр. 1                     | Здравко                        |
| 1991.      | Глава шећера (ТВ филм)                                | Капетан Максим Сармашевић      |
| 1994.      | Житије Мрђена Несретниковића (ТВ филм)                | Мрђен Несретниковић            |
| 1994.      | Жеља звана трамвај (ТВ филм)                          | Бане                           |
| 1992—1994. | Театар у Срба (ТВ серија)                             |                                |
| 1993—1994. | Срећни људи (ТВ серија)                               | Управник Палигорић             |
| 1994.      | Вуковар, једна прича                                  | Душан                          |
| 1995.      | Симпатија и антипатија                                | Самуило                        |
| 1995.      | Све ће то народ позлатити                             | капетан                        |
| 1995.      | Наслеђе                                               | Капетан Милорад Калафатовић    |
| 1996.      | Госпођа Колонтај                                      | Јосиф Стаљин                   |
| 1997.      | Расте трава                                           | Бата Радоњић                   |
| 1997.      | Кабаре 011                                            |                                |
| 1999.      | Ђенерал Милан Недић                                   | Немац                          |
| 2000-е     |                                                       |                                |
| 2000.      | Марко Миљанов                                         | Марко Миљанов                  |
| 1998—2001. | Породично благо                                       | Гаврило Гавриловић             |
| 2000.      | Тајна породичног блага                                | Гаврило Гавриловић             |
| 2001—2002. | Породично благо 2                                     | Гаврило Гавриловић             |
| 2004.      | Скела                                                 | предрадник                     |
| 2004.      | Стижу долари                                          | Вукоје Шћепановић              |
| 2005.      | Идеалне везе                                          | Отац Лука                      |
| 2005—2006. | Стижу долари 2                                        | Вукоје Шћепановић              |
| 2007.      | Смртоносна мотористика                                | Чика Драги                     |
| 2007.      | Оно наше што некад бејаше                             | начелник                       |
| 2009.      | Кад на врби роди грожђе (ТВ серија)                   | Ђука                           |
| 2009.      | Мансарда (ТВ серија)                                  | Гвозден                        |
| 2010-е     |                                                       |                                |
| 2008—2012. | Бела лађа                                             | Мајсторовић                    |
| 2012.      | Црна Зорица                                           | кмет Јанко                     |
| 2014.      | Пети лептир                                           | Јовица Вук                     |
| 2017.      | Убице мог оца                                         | пецарош                        |
| 2018.      | Шифра Деспот                                          | Професор Јанко Миљуш           |
| 2019.      | Жмурке                                                | Први пијанац                   |

## Награде и признања (избор)
- Златна медаља за заслуге, поводом Дана државности Републике Србије (2019)
- Добричин прстен, највећа глумачка награда за животно дело (2003).
- Награда Павле Вуисић, за изузетан допринос уметности глуме на домаћем филму (2014).
- Нушићева награда, за животно дело глумцу комичару (2003).[5]
- Статуета Јоаким Вујић, за изузетан допринос развоју позоришне уметности Србије (2018).[9]
- Стеријина награда за улогу у представи Клаустрофобична комедија (1988).[10]
- Стеријина награда за улогу у представи Народни посланик (1992).
- Стеријина награда за улогу у представи Принцеза Ксенија од Црне Горе (1994).
- Стеријина награда за улогу у представи Смртоносна мотористика (2005).
- Октобарска награда града Београда за врхунско достигнуће у области глуме[5]
- Статуета Ћуран за улогу у представи Жак и Жан (1976),
- Награда Раша Плаовић за најбоље остварење на свим београдским позориштима у сезони 1999/2000.[5]
- две годишње награде ЈДП,